# Ponte-diga di Rapperswil

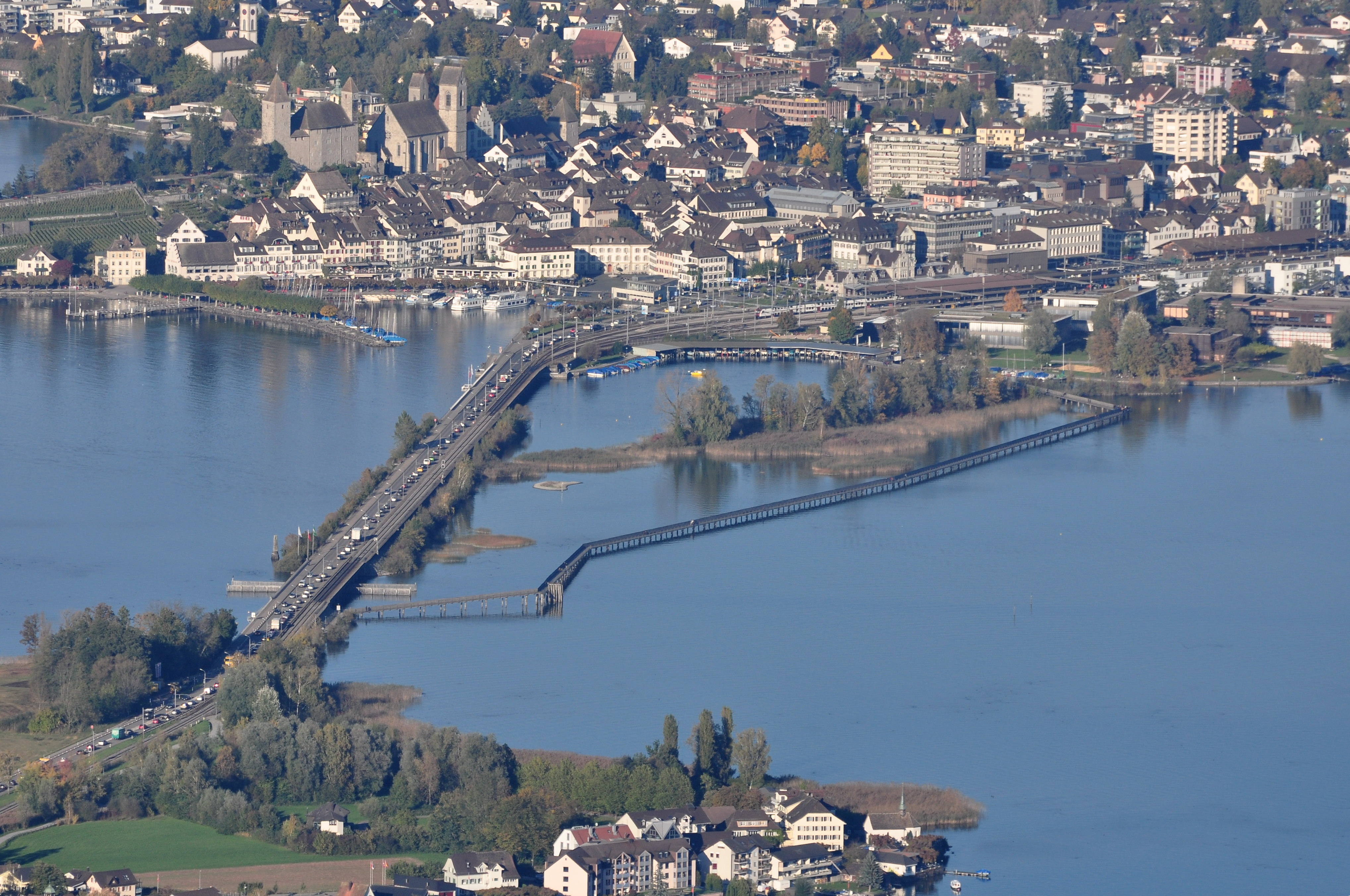
Il ponte-diga di Rapperswil tra Hurden (in basso nella foto) e Rapperswil (in alto)

Il ponte-diga di Rapperswil (in tedesco Seedamm von Rapperswil) è un ponte-diga che attraversa il lago di Zurigo nel suo punto più stretto, collegando Rapperswil (comune di Rapperswil-Jona, Canton San Gallo) con Hurden (comune di Freienbach, Canton Svitto) e dividendo il lago stesso nel lago superiore (Obersee) e inferiore (Untersee).
La struttura, costruita nel 1878 sull'istmo costituito da una morena dell'era glaciale (ghiacciaio della Linth), comprende due ponti ed è lunga circa un chilometro; è attraversata dalla strada principale 8 e dalla ferrovia Rapperswil-Pfäffikon.

## Beni culturali d'importanza nazionale e regionale

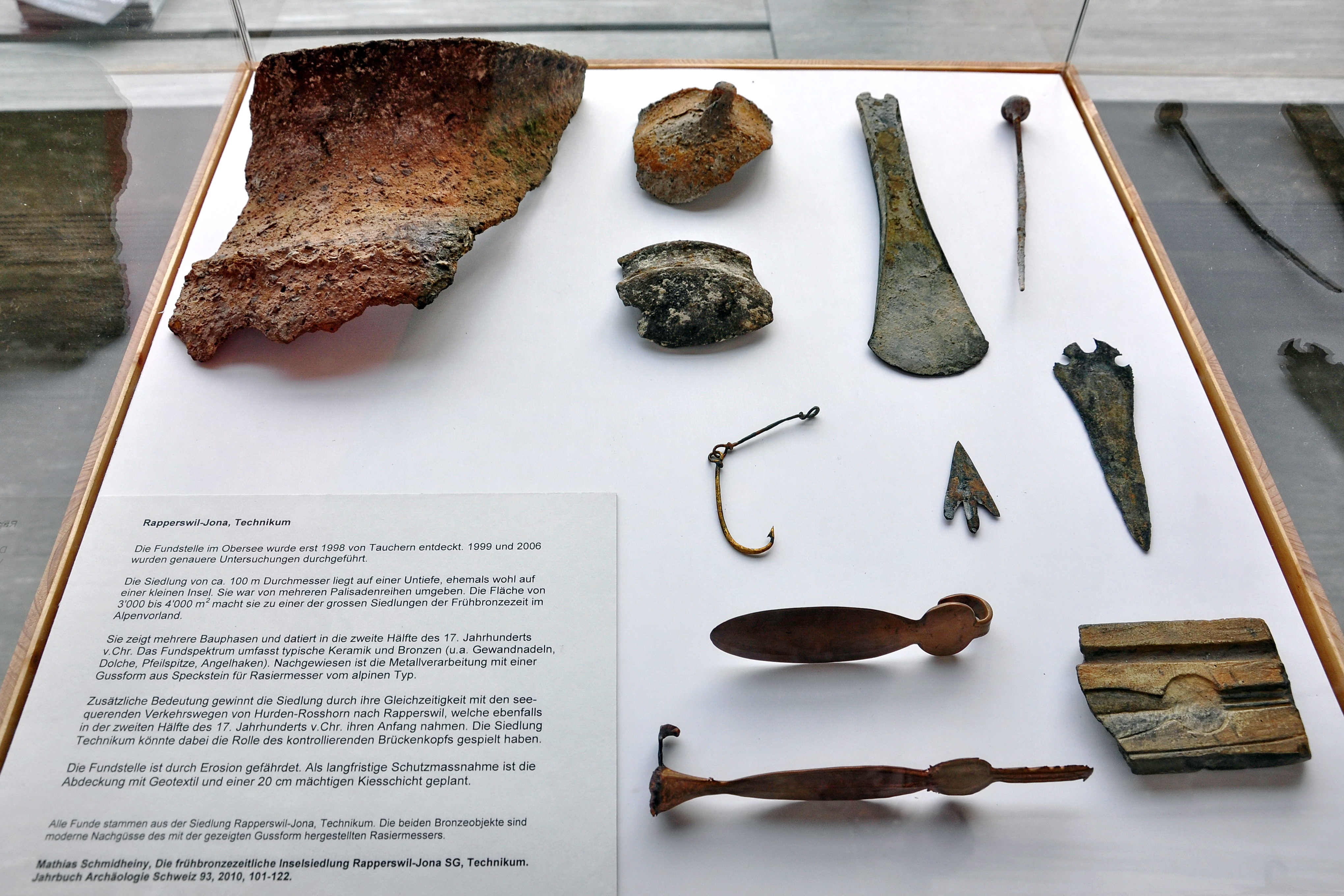
Reperti rinvenuti nel sito di Technikum

Nell'area dell'attuale ponte-diga si trovano i siti palafitticoli di Feldbach, Technikum, Bleiche 2-3 e Nussbaumersee che fanno parte dei Siti palafitticoli preistorici attorno alle Alpi riconosciuti Patrimoni dell'umanità dall'UNESCO nel 2011; Feldbach e Technikum sono anche inseriti nell'Inventario svizzero dei beni culturali d'importanza nazionale e regionale, categoria A. Poiché le dimensioni del lago sono cresciute nel corso del tempo, le palafitte originarie si trovano oggi a circa 4-7 metri sotto il livello dell'acqua, che è a 406 m s.l.m.

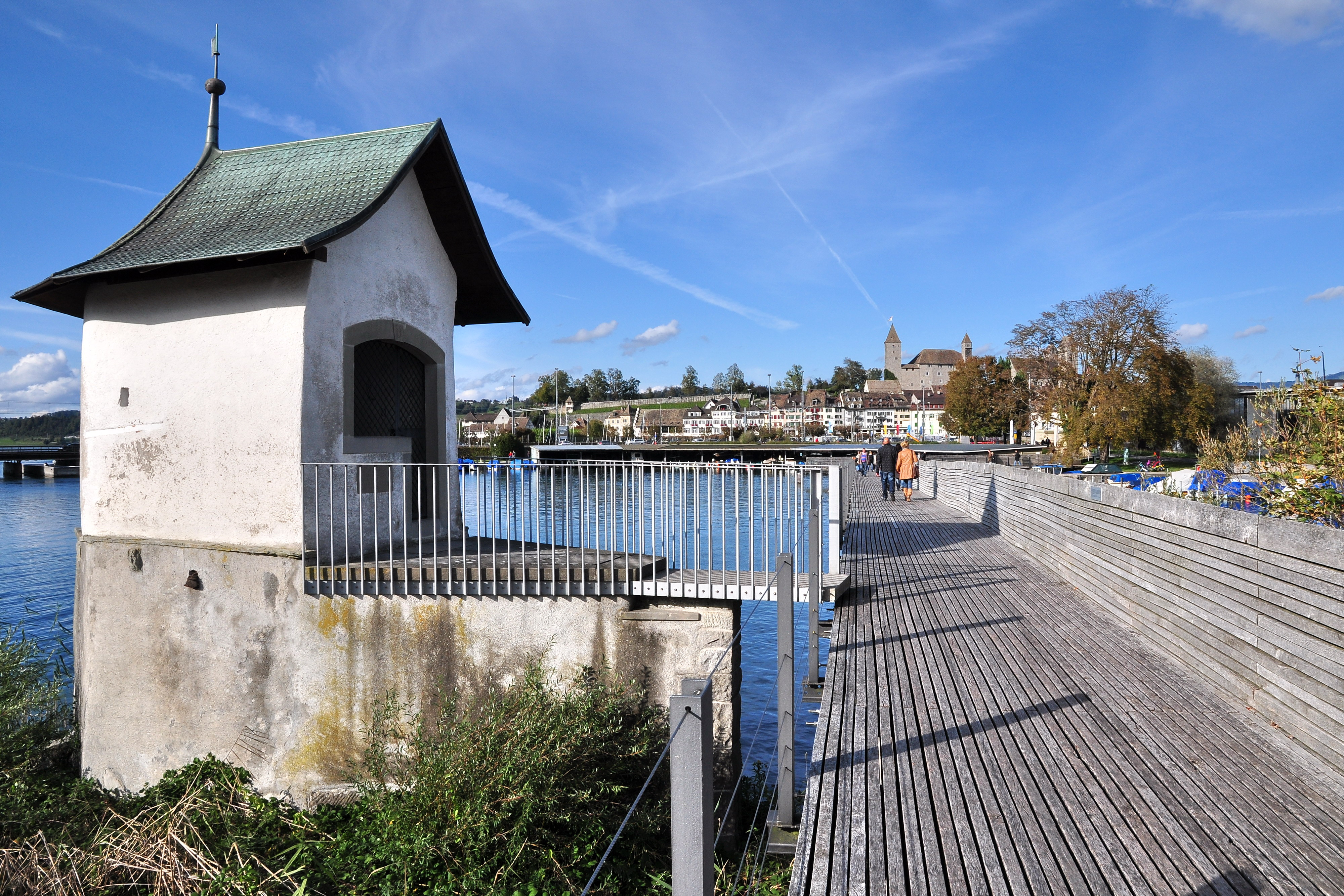
La cappella Heilig Hüsli

Dopo la costruzione della strada rialzata e del ponte-diga, la cappella Heilig Hüsli (o Heilighüsli im See) era l'unica struttura rimasta del ponte medievale in legno; isolata nel lago, non fu accessibile ai visitatori fino a quando, nel 2001, è stata ricostruito l'antico ponte di legno. È inserita nell'Inventario svizzero dei beni culturali d'importanza nazionale e regionale, categoria B.